# پخش زنده شنبه شب (فصل ۳۸)
ساتردی نایت لایو (شنبه شب‌ها زنده) فصل ۳۸ام خود را در سال ۲۰۱۲–۲۰۱۳ پی خواهد گرفت و همچنان از شبکهٔ ان‌بی‌سی پخش خواهد شد.

## بازیگران
| اصلی: - فرد ارمیسن - بیل هیدر - ست مایرز - بابی موینیهان - کیت مک‌کینون - نسیم پدراد - کینن تامسون - ونسا بایر - تاران کیلام - جی فاروآ - جیسون سودیکیس | جدا شده: - اندی سمبرگ - کریستین ویگ - * ابی الیوت | اضافه شده: - ایدی براینت - کیت مک‌کینون - تیم رابینسون - سسیلی استرانگ |  |

## فهرست
- ۱۵ سپتامبر ۲۰۱۲ ست مکفارلن/فرانک اوشن (۳۸٫۱، زنده)[۷]
- ۲۲ سپتامبر ۲۰۱۲ جوزف گوردون-لویت/مامفورد وپسران  (۳۸٫۲، زنده)[۷]
- ۲۹ سپتامبر ۲۰۱۲ میک جگر (۳۷٫۲۲، تکرا)
- ۶ اکتبر ۲۰۱۲ دنیل کریگ/ماس  (۳۸٫۳، زنده)[۷]
- ۱۳ اکتبر ۲۰۱۲ کریستینا اپلگیت/پشین ییت (۳۸٫۴، زنده)
- ۲۰ اکتبر ۲۰۱۲ برونو مارس (۳۸٫۵، زنده)

## ویژه‌ها

### اخبار هفتگی شنبه شب‌ها زنده روز سه‌شنبه
سومین فصل از اخبار هفتگی شنبه‌شب‌ها زنده روز سه‌شنبه، که یک برنامه با پخش محدود از اخبار هفتگی طنز است در این فصل پخش خواهد شد. این ویزه‌برنامه بر روی انتخابات ریاست‌جمهوری ایالات متحده آمریکا (۲۰۱۲) تمرکز دارد. این برنامه به میزبانی ست مایرز برگزار می‌شود؛ وی میزبان فعلی بخش اخبار هفتگی است.
| شماره قسمت | تاریخ پخش       | نکات | بیننده | رتبه |
| ---------- | --------------- | ---- | ------ | ---- |
| قسمت ۱     | ۲۰ سپتامبر ۲۰۱۲ |      | ۵٫۱۵   | ۱٫۶  |
| قسمت ۲     | ۲۷ سپتامبر ۲۰۱۲ |      | ۴٫۱۷   | ۱٫۵  |

## قسمت‌ها
| شماره قسمت  | تاریخ           | میزبان           | مهمان موسیقایی         | نکات |
| ----------- | --------------- | ---------------- | ---------------------- | --- |
| ۷۲۵ (۳۸٫۱)  | ۱۵ سپتامبر ۲۰۱۲ | ست مک‌فارلن       | فرانک اوشن             | - فرانک اوشن به اجرای "تقلای فکریت" ∗ و "اهرام" ∗ پرداخت. جام مایر گیتاریست وی در این اجرا بود. - در تک‌گویی آغازین مک‌فارلن به صورت زنده صدای پیتری گریفین، استیوی گریفین، برایان گریفین و گلن کاگمیر از مجموعه فامیلی گای و نیز راجر از پدر آمریکایی! اجرا نمود. وی همچنین صدای جورجی تاکی، دروپی سگه و کرمیت غورباغه را اجرا نمود. - آیدی برایانت، کیت مک‌کینن، تیم رابینسون، سیسیلی استرانگ به عنوان اعضای جدید برنامه، بر نمایش حاضر شدند. - این فصل با تغییر بازیگر نقش رئیس جمهور آمریکا، بوباما همراه بود. از این فصل جی فروه به جای فرد آرمسن ایفاگر این نقش شد. - پسی واقعی نیز در کنار تقلید بابی مونیهان از وی ظاهر و به اجرای طنز سبک گتگنام پرداخت. |
| ۷۲۶ (۳۸٫۲)  | ۲۲ سپتامبر ۲۰۱۲ | جوزف گوردون-لویت | مامفورد و پسران        | - مامفورد و پسران به اجرای «صبر خواهم کرد»∗ و «زیر پاهایم»∗ پرداخت و همچنین در یک قطعه نمایش طنز نیز باید عشقت را جایی دور پنهان کنی∗ از بیتلز پرداخت تا ادای احترامی به آن‌ها نموده باشد. - بخش پاورز و پاورز به دلیل کمبود وقت بخش پایانی‌اش برده شد. |
| ۷۲۷ (۳۸٫۳)  | ۶ اکتبر ۲۰۱۲    | دنیل کریگ        | ماس                    | - میوز به اجرای دیوانگی ∗ و ایستگاه وحشت ∗ پرداخت. - کریس پارنل در نقش جیم لهرر ظاهر شد. - کارول اسپینی در نقش بیگ برد ∗ در بخش اخبار هفتگی ظاهر شد. |
| ۷۲۸ (۳۸٫۴)  | ۱۳ اکتبر ۲۰۱۲   | کریستینا اپلگیت  | پشین پیت               | پشین پیت به اجرای «قدم بزنیم»∗ و «رفته» ∗ پرداختند |
| ۷۲۹ (۳۸٫۵)  | ۲۰ اکتبر ۲۰۱۲   | برونو مارس       | برونو مارس             | * برونو مارس به اجرای «خارج از بهشت» و «دختران جوان» پرداختند - تام هنکس در آغاز برنامه حاضر شد و برونو مارس در کمدی «برادران مارویل» نقش ایفا کرد |
| ۷۳۰ (۳۸٫۶)  | ۳ نوامبر ۲۰۱۲   | لوئیز سی.کی.     | فان.                   | * فان به اجرا «بعضی شب‌ها» و «ادامه بده» پرداختند. - ست مایرز برنامه اخبار هفتگی را با تشویق بینندگان برای کمک به آسیب دیدگان از طوفان سندی پایان داد. |
| ۷۳۱ (۳۸٫۷)  | ۱۰ نوامبر ۲۰۱۲  | آن هاتاوی        | ریحانا                 | ریحانا به اجرای «الماس‌ها» و «بمان» پرداخت |
| ۷۳۲ (۳۸٫۸)  | ۱۷ نوامبر ۲۰۱۲  | جرمی رنر         | مارون۵                 | - مارون۵ به اجرای «یک شب بیشتر»، «روشنایی روز» پرداخت. آدام لوین نیز در یک کمدی، «ایستادن»، نقش ایفا کرد. این نمایش از پیش ضبط شده بود. - فرماندار نیوجرسی، «کریس کریستی» در اخبار هفتگی ظاهر شد. - این قسمت شامل یک پویانمایی با نام «اسنک نیمه‌شب» بود؛ که توسط استودیوی آگن‌بلیک ساخته شده بود و از سوی بازیگران س.ن. ل صدا گذاری شده بود. |
| ۷۳۳ (۳۸٫۹)  | ۸ دسامبر ۲۰۱۲   | جیمی فاکس        | نی او                  | - نی‌او به اجرای «بگذار عاشقت باشم» ∗ و «او هست». - چیناز در طول تک‌گویی فاکس ظاهر شد. - چارلی دی در کمدی «عدالت در مِین» حاضر شد. - بیننده |
| ۷۳۴ (۳۸٫۱۰) | ۸ دسامبر ۲۰۱۲   | مارتین شورت      | پل مکارتنی             | - پل مکارتنی به اجرای ولنتاین من به همراه جو ولش گیتاریست پرداخت. در بخش دیگری به همراه بازماندگان گروه نیروانا (دیو گروه]]، کرست نوسلیچ و پت اسمیر) به اجرا «تعجب‌انگیر» و زمان کریستمس پرداخت. در ادامه نیز در کمدی «آزمون آواز» ظاهر شد. - پل شیفر، کریستین ویگ، جیمی فالن، تام هنکس، ساموئل ال جکسن و تینا فی به مراه لورن مایکلز در تک‌گویی مارتین شورت ظاهر شد. - آلک بالدوین در نقش تونی بنت در نمایش تونی بنت ظاهر شد. - جکسون و کری برونستین در «چه خبر؟» حاضر شدند، مارتین شورت نیز در نقش جکی راجرز جونیور ظاهر شد. - در ابتدای نمایش، برخلاف رسم رایج، گروهی از کودکان شهر نیویورک در یک هم‌آوازی، شبِ سکوت را در یادبود کوکان کشته شده در حادثه مدرسه ابتدایی سندی هوک اجرا نمودند. همین گروه به سومین اجرای مکارتنی نیز پیوستند. - برنامه ۵٫۱/۱۱ بیننده داشت                   |
| ۷۳۵ (۳۸٫۱۱) | ۱۹ ژانویه ۲۰۱۳  | جنیفر لاورنس     | لومینیر                | - لومینیِر به اجرای هو هی ∗ و عاشق سمج ∗ پرداخت. - برنامه ۴٫۹/۱۲ بیننده داشت. |
| ۷۳۶ (۳۸٫۱۲) | ۲۶ ژانویه ۲۰۱۳  | آدام لوین        | کندریک لامار           | - کندریک لامار به اجرایِ استخر شنا ∗ و عدالتِ شاعرانه ∗ پرداخت و در فیلم کوتاه اس‌ان‌ال ظاهر شد. - اندی سمبرگ، کامرون دیاز و جری ساینفیلد در نک‌گویی ابتدای برنامه حاضر شدند. سمبرگ در فیلم کوتاهِ اس‌ان‌ال نیز نقش داشت. - همکاری لوین، در مارون۵ یعنی: میکی مندن، در «تغییر چهرهٔ گروه» حاضر شد - برنامه ۵٫۰/۱۱ بیننده داشت. |
| ۷۳۷ (۳۸٫۱۳) | ۹ فوریه ۲۰۱۳    | جاستین بیبر      | جاستین بیبر            | - جاستین بیبر به اجرایِ هرچقدر منو دوست‌داری∗ و «چیزی مثل ما نیست» ∗ پرداخت. - ووپی گلدبرگ در تک‌گویی ابتدای برنامه حاضر شد و اولین اجرای بیبر را معرفی نمود. - برنامه ۴٫۹/۱۲ بیننده داشت. |
| ۷۳۸ (۳۸٫۱۳) | ۱۶ فوریه ۲۰۱۳   | کریستوفر والتز   | آلاباما شیکز           | - آلاباما شیکز به اجرای «صبر کن» ∗ و «همیشه خوبه»∗ پرداختند. - برنامه ۴٫۶/۱۲ بیننده داشت. |
| ۷۳۹ (۳۸٫۱۴) | ۲ مارس ۲۰۱۳     | کورین هارت       | میکل مور و رایان لوییس | |
| ۷۴۵ (۳۸٫۲۱) | ۱۸ می ۲۰۱۳      | بن افلک          | کانیه وست              | بن افلک به جمع کلوپِ ۵-تایی‌های پیوست (وی نیز برای ۵ بار میزبان برنامه بود) جنیفر گارنر، همسرِ افلک، در تک‌گوییِ بن افلک در آغاز برنامه حاضر شد. بعد از تک‌گویی ابتدایی، بخشی طنزِ با بازی فرد آرمسن در نقش محمود احمدی‌نژاد پخش شد. مبنای این طنز، حضور بن افلک در فیلم آرگو بود. امی پولر در میزِ اخبار هفتگی پیوست تا بخشِ «واقعاً؟» را به همراه مایرز اجرا کند. وی تا انتهای بخش اخبار هفتگی حضور داشت اندرسون کوپر نیز در یک برنامه طنز از پیش ضبط شده به مناسبِ خداحافظی ست مایرز حضور داشت. این آخرین برنامه سیت مایرز بود (وی از فصل بعد میزبانِ برنامه «آخر شب» خواهد بد) آمی من، جی ماسکیس، استیو جونز، مایکل پن و کری برونشتاین (بازیگرِ همکار فرد آرمسن در پورتلندیا) در طنزِ «این روزی عاشقانه است» حاضر شدند (آرمسن نیز از فصل آینده در برنامه خواهد بود) بیل هیدر نیز برنامه را ترک کرد. |